# Erythrocephalum
Erythrocephalum Benth., 1873 è un genere di piante angiosperme dicotiledoni della famiglia delle Asteraceae.

## Descrizione

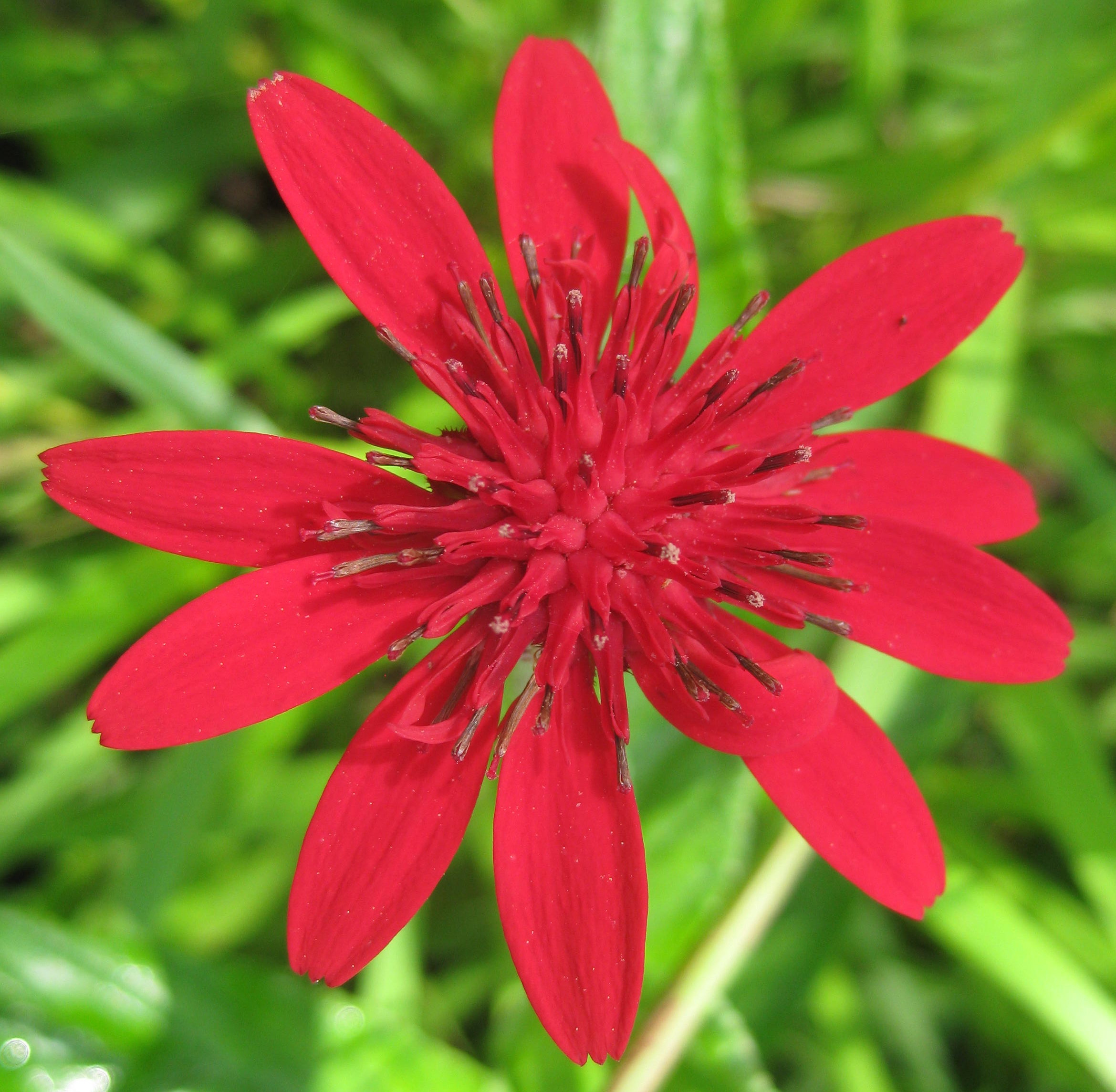
I fiori
Erythrocephalum zambesianum

Le specie di questa voce sono piante annuali con portamenti erbacei o subarbustivi (o anche suffruticosi); le radici possono essere legnose.
Le foglie lungo il caule normalmente sono a disposizione alternata. La forma della lamina (semplice e intera) varia da strettamente lineare-lanceolata a (ampiamente) obovata; i bordi possono essere dentati. Le stipole sono assenti.
Le infiorescenze sono composte da capolini terminali e solitari o molti. I capolini, discoidi e omogami o radiati e eterogami, sono formati da un involucro a forma da campanulata a emisferica composto da brattee (o squame) all'interno delle quali un ricettacolo fa da base ai fiori di due tipi: tubulosi e ligulati. Le brattee disposte in più serie in modo embricato e scalato sono di varie forme e tipi: quelle esterne hanno spesso una consistenza fogliacea e appendici apicali dentate. Il ricettacolo, alveolato, a forma più o meno convessa, è ricoperto da pagliette (lineari-lanceolate).
I fiori sia quelli tubulosi che ligulati sono tetra-ciclici (ossia sono presenti 4 verticilli: calice – corolla – androceo – gineceo) e pentameri (ogni verticillo ha 5 elementi). I fiori centrali, da 20 a 80, sono tubulosi (actinomorfi), generalmente ermafroditi (bisessuali) e fertili; quelli periferici, da 5 a 16, generalmente presenti e uniseriati, sono di tipo ligulato (zigomorfi), bisessuali o spesso funzionalmente maschili.
- Formula fiorale:

*/x K {\displaystyle \infty }, [C (5), A (5)], G 2 (infero), achenio
- Calice: i sepali del calice sono ridotti ad una coroncina di squame.
- Corolla: la corolla nei fiori tubulosi ha un tubo con 5 profondi lobi eretti; in quella dei fiori ligulati il tubo termina con due labbra (2 +3), col labbro superiore espanso e costituito da tre denti (ampi e lunghi o corti) e con i labbro inferiore (interno) formato da due lunghi lobi lineari ed eretti. Il colore è rosso, altrimenti bianco o rosa.
- Androceo: gli stami sono 5 con filamenti liberi, glabri o papillosi e distinti, mentre le antere sono saldate in un manicotto (o tubo) circondante lo stilo. Le antere in genere hanno una forma sagittata con base lungamente caudata e calcarata oppure no; le code sono lunghe da subrotonde a subacute e ramificate a volte lungamente fimbriate o cigliate. Il tessuto endoteciale è polarizzato. Il polline normalmente è tricolporato a forma sferica (radialmente simmetrico), echinato-perforato.
- Gineceo: lo stilo è filiforme con due stigmi; i rami (gli stigmi) sono bivenati e spesso ricurvi con apici troncati. Lo stilo è pubescente e alla base è presente un disco nettario. L'ovario è infero uniloculare formato da 2 carpelli. L'ovulo è unico e anatropo.

I frutti sono degli acheni con pappo. La forma dell'achenio ampiamente ellissoide con 5 angoli (o coste). Il pericarpo può essere di tipo parenchimatico, altrimenti è indurito (lignificato) radialmente con superficie liscia (o ghiandolare), glabra o ricoperta da peli ghiandolari semplici o biforcuti. Il carpoforo (o carpopodium - il ricettacolo alla base del gineceo) è anulare e generalmente presente. I pappi, formati da una serie di 3 - 5 setole piatte e caduche (a volte barbate), sono direttamente inseriti nel pericarpo o connati in un anello parenchimatico posto sulla parte apicale dell'achenio. Talvolta il pappo è assente.

## Biologia
- Impollinazione: l'impollinazione avviene tramite insetti (impollinazione entomogama tramite farfalle diurne e notturne).
- Riproduzione: la fecondazione avviene fondamentalmente tramite l'impollinazione dei fiori (vedi sopra).
- Dispersione: i semi (gli acheni) cadendo a terra sono successivamente dispersi soprattutto da insetti tipo formiche (disseminazione mirmecoria). In questo tipo di piante avviene anche un altro tipo di dispersione: zoocoria. Infatti gli uncini delle brattee dell'involucro si agganciano ai peli degli animali di passaggio disperdendo così anche su lunghe distanze i semi della pianta.

## Distribuzione e habitat
Le specie di questo gruppo sono distribuite in Africa centrale.

## Tassonomia
La famiglia di appartenenza di questa voce (Asteraceae o Compositae, nomen conservandum) probabilmente originaria del Sud America, è la più numerosa del mondo vegetale, comprende oltre 23.000 specie distribuite su 1.535 generi, oppure 22.750 specie e 1.530 generi secondo altre fonti (una delle checklist più aggiornata elenca fino a 1.679 generi). La famiglia attualmente (2021) è divisa in 16 sottofamiglie.

### Filogenesi
Le specie di questa voce appartengono alla sottofamiglia Dicomoideae, e in particolare alla sottotribù Pleiotaxinae (tribù Dicomeae). La sottofamiglia (di recente costituzione), da un punto di vista filogenetico, è posizionata tra le sottofamiglie Tarchonanthoideae e Carduoideae. I caratteri principali della sottofamiglia sono: i portamenti variano da erbacei a arbustivi, l'involucro è pluriseriato con brattee coriacee e pungenti, il ricettacolo è alveolato, il polline è echinato, i rami dello stilo sono pubescenti con superficie stigmatica continua e cresta marginale, il carpoforo in genere è assente. L'area di origine della maggior parte delle specie è l'Africa a sud del Sahara.
Con l'inclusione delle specie del genere Achyrothalamus O.Hoffm., il genere Erythrocephalum si presenta monofiletico.
Il numero cromosomico di base delle specie di questo gruppo è: 2n = 22.
Il periodo di separazione della sottofamiglia (formazione del clade) dal resto della famiglia delle Asteraceae è di circa 41,5 milioni di anni fa; mentre gli antenati delle attuali specie si sono separati circa 27 milioni di anni fa (gruppo corona).

### Elenco delle specie
Questo genere comprende le 15 seguenti specie:
- Erythrocephalum albiflorum Wild
- Erythrocephalum caudatum  S.Moore
- Erythrocephalum decipiens C.Jeffrey
- Erythrocephalum dianthiflorum O.Hoffm.
- Erythrocephalum dictyophlebium  Wild
- Erythrocephalum goetzei  O.Hoffm.
- Erythrocephalum jeffreyanum  S.Ortiz & Rodr.Oubiña
- Erythrocephalum longifolium  Benth. ex Oliv.
- Erythrocephalum marginatum  (O.Hoffm.) S.Ortiz & A.P.Cout.
- Erythrocephalum microcephalum  Dandy
- Erythrocephalum minus  Oliv.
- Erythrocephalum plantaginifolium  O.Hoffm.
- Erythrocephalum sallyae  Beentje
- Erythrocephalum scabrifolium  C.Jeffrey
- Erythrocephalum setulosum  C.Jeffrey